# Gérard Cholley
Pour les articles homonymes, voir Cholley.

a Compétitions nationales et continentales officielles uniquement.

b Matchs officiels uniquement.
Dernière mise à jour le 9 mars 2023.
Gérard Cholley, né le 6 juin 1945 à Luxeuil-les-Bains, surnommé Le Patron, est un joueur international de rugby à XV et dirigeant, ancien boxeur amateur poids lourd et ancien parachutiste, de 1,93 m (l'un des plus grands piliers que le XV de France ait jamais possédés) pour 115 kg. Il est un temps sélectionneur, chargé de déceler les premières lignes de talent pour la FFR. Pilier gauche, il joue aussi occasionnellement en deuxième ligne.
Il est pour toujours associé au Castres olympique, dont il est le vice-président.
Il fut aussi boxeur à Castres, et parachutiste au 8e RPIMA de Castres.
Il est le père du rugbyman Gérôme Cholley.
Il est fait chevalier de l'ordre national du Mérite et décoré de la médaille d'or de la Jeunesse et des Sports.

## Carrière

### En club
- 1965-1980 : Castres olympique
- 1980-1981 : Avenir muretain XV

### En équipe nationale
Il reçoit sa première cape le 1er février 1975 à l'occasion d'un match contre l'équipe d'Angleterre.
Il est membre de l'équipe de France réalisant le grand chelem lors du tournoi des V nations 1977 : fait unique, à l'instar de ses quatorze coéquipiers, il joue l'intégralité des quatre matchs.
Il participe aux tournées en Afrique du Sud (1975), aux États-Unis (1976) et en Argentine (1977).
Il fait partie, selon un article du quotidien britannique The Times publié en 2006, des dix joueurs français de rugby « les plus effrayants »,.
Au total, il sera sélectionné à 31 reprises entre 1975 et 1979.
Le 1er mai 1980, il participe au premier match des Barbarians français contre l'Écosse à Agen. Les Baa-Baas l'emportent 26 à 22.
Un reportage de Denis Lalanne, intitulé "Cholley marrons", est paru dans le journal L'Équipe dans une édition de fin décembre 1975.

## Palmarès
Avec l'équipe de France
- 31 sélections en équipe nationale de 1975 à 1979 (3 essais).
- Grand Chelem en 1977.

Avec le Castres olympique
- Coupe Adolphe Jauréguy :
  - Vainqueur (1) : 1974
- Challenge Antoine Béguère :
  - Finaliste (1) : 1974

## Distinctions
- 2017 :  Chevalier de la Légion d'honneur[5]
- Médaille de la jeunesse, des sports et de l'engagement associatif, or
- Chevalier de l'ordre national du Mérite

## Reconnaissance
- Le stade utilisé par le Rugby Ovalie Luron (ROL) à Lure (Haute-Saône) porte le nom de Gérard Cholley depuis 2003.
- Chaque année les jeunes équipes régionales se disputent le Challenge Gérard Cholley à l'initiative du ROL
- En 2019 Gérard Cholley apporte aimablement le Bouclier de Brennus alors en possession du Castres Olympique, pour le présenter aux jeunes joueurs du ROL.